# Malaric
Malaric fou el darrer rei dels sueus breument durant l'any 585. Poc es coneix de la seva figura, a banda que era membre de la noblesa i que l'any 585, arran de la conquesta del Regne dels sueus per part del rei visigot Leovigild, i un cop aquest havia abandonat la Gallaecia, un aixecament dels sueus el va portar al tron. Va ser derrotat per les forces visigodes de la zona, sense necessitat d'una intervenció reial, i el seu destí final és desconegut. Amb ell finalitzà la independència sueva, poble que ja no tornà a tenir rellevància en la història d'Hispània.